# تاكيهيرو كاشيما
تاكيهيرو كاشيما (باليابانية: 鹿島丈博؛ بالكانا: かしま たけひろ) هو لاعب جمباز فني ياباني، ولد في 16 يوليو 1980 في أبينو-كو في اليابان.

## وصلات خارجية
- تاكيهيرو كاشيما على موقع الاتحاد الدولي للجمباز (licence) (الإنجليزية)
- تاكيهيرو كاشيما على موقع الاتحاد الدولي للجمباز (biography) (الإنجليزية)
- تاكيهيرو كاشيما على موقع أوليمبيديا (الإنجليزية)